# Тепловий баланс земної поверхні
Теплови́й бала́нс земно́ї пове́рхні — сума потоків тепла, що надходять та відходять від земної поверхні. Рівняння теплового балансу:
- де R — радіаційний баланс;
- P — потік тепла від атмосфери до Землі і зворотно;
- B — потік тепла від Землі в глиб ґрунту і зворотно;
- LE — витрати тепла та випаровування води.

Рівняння застосовують до довільного проміжку часу.
Баланс тепловий — сукупність приходу і відтоку тепла. Розрізняють б. т. атмосфери, ґрунту, Землі. В світового виробництва відбуваються порушення теплового балансу земної поверхні.